# O Valadouro
Valle de Oro(en gallego O Valadouro) là một đô thị ở tỉnh Lugo ở Galicia. Đô thị này thuộc comarca La Marina Central.
Dân số năm 2003: 2.328 người theo kết quả điều tra của INE.

## Các khu vực dân cư
- Budián (Santa Eulalia)
- Cadramón (San Jorge)
- Ferreira (Santa María)
- Frexulfe (Santa Eulalia)
- Alage (San Juan)
- Moucide (Santo Estevo)
- Recaré (San Xiao)
- Santo Tomás de Recaré (Santo Tomás)
- Santa Cruz del Valle de Oro (Santra Cruz)
- Villacampa (Santa María)